# شاه کوه (اصفهان)
شاه کوه  با ارتفاع ۲۴۱۸ متر در قسمت جنوب شهر اصفهان در رشته کوه زاگرس  در امتداد شهرابریشم و سپاهان شهر و سیتی سنتر به موازات خط راه‌آهن اصفهان و حلقه چهارم رینگ بزرگراهی شهر اصفهان قرار دارد.
شاه کوه، بام اصفهان است زیرا کوه صفه با ارتفاع ۲۲۵۷ متر حدود ۱۶۱ کوتاه‌تر از شاه کوه ابریشم با ارتفاع ۲۴۱۸ متر است.